# Miénk a város
A Miénk a város (eredeti cím: We Own This City) 2022-es amerikai bűnügyi–drámasorozat, amelyet George Pelecanos és David Simon alkotott. A főbb szerepekben Jon Bernthal, Wunmi Mosaku, Jamie Hector, Josh Charles és McKinley Belcher III látható.
Amerikában 2022. április 25-én, Magyarországon 2022. április 26-án az HBO mutatta be.

## Ismertető
Wayne Jenkins őrmester egyike annak a nyolc rendőrnek, akiket 2018-ban és 2019-ben különböző korrupciós vádak alapján elítéltek.

## Szereplők
| Szereplők                | Színész                 | Magyar hang         | Leírás                                                                                             |
| ------------------------ | ----------------------- | ------------------- | -------------------------------------------------------------------------------------------------- |
| Sean Suiter              | Jamie Hector            | Pál Tamás           | A BPD gyilkossági nyomozója, aki belekeveredett a GTTF ügyébe.                                     |
| Kevin Davis              | Delaney Williams        | Bácskai János       | Rendőrfőnök.                                                                                       |
| John Sieracki            | Don Harvey              | Magyar Attila       | A korrupciós ügyosztályhoz beosztott tiszt, aki segített az FBI-nak.                               |
| Scott Kilpatrick         | Larry Mitchell          | Dózsa Zoltán        | Veterán nyomozó a Baltimore megyei rendőrség kábítószer-ellenes részlegénél.                       |
| Scott Kilpatrick         | Larry Mitchell          | Dózsa Zoltán        | Veterán nyomozó a Baltimore megyei rendőrség kábítószer-ellenes részlegénél.                       |
| Jaquan Dixon             | Jermaine Crawford       |                     | Fiatal rendőrjárőr.                                                                                |
| Brian Hairston           | Chris Clanton           | Baráth István       | Rendőr.                                                                                            |
| Dean Palmere             | Christopher R. Anderson | Seder Gábor         | A Baltimore-i Rendőrkapitányság helyettes vezetője.                                                |
| Wayne Jenkins            | Jon Bernthal            | Szabó Máté          | A Baltimore-i Rendőrkapitányság fegyvernyomkövető munkacsoportjának központi alakja.               |
| Daniel Hersl             | Josh Charles            | Szakács Tibor       | Rendőrök, fegyvernyomkövető munkacsoport után nyomoz.                                              |
| Jemell Rayam             | Darrell Britt-Gibson    | Moser Károly        | Rendőrök, fegyvernyomkövető munkacsoport után nyomoz.                                              |
| Evodio Hendrix           | Ham Mukasa              | Sótonyi Gábor       | Rendőrök, fegyvernyomkövető munkacsoport után nyomoz.                                              |
| Marcus Taylor            | Robert Harley           | Juhász Zoltán       | Rendőrök, fegyvernyomkövető munkacsoport után nyomoz.                                              |
| Momodu "G Money" Gondo   | McKinley Belcher III    | Papp Dániel         | Veterán rendőr, a fegyvernyomkövető munkacsoport után nyomoz.                                      |
| Maurice Ward             | Rob Brown               |                     | Civil ruhás tiszt, a fegyvernyomkövető munkacsoport tagja.                                         |
| Nicole Steele            | Wunmi Mosaku            | Udvarias Anna       | Az Igazságügyi Minisztérium Polgári Jogi Osztályához kirendelt ügyvéd.                             |
| Erika Jensen             | Dagmara Domińczyk       | Németh Kriszta      | FBI ügynök, aki a GTTF után nyomozott.                                                             |
| Ahmed Jackson            | Ian Duff                | Barabás Kiss Zoltán | Az Igazságügyi Minisztérium volt peres ügyvivője, aki jelenleg a Polgári Jogi Hivatalnál dolgozik. |
| Andrea Smith             | Gabrielle Carteris      | Bérces Gabriella    | A Szervezett Bűnözés Elleni Drogellenes Munkacsoport vezetője                                      |
| David McDougall          | David Corenswet         | Pásztor Tibor       | Veterán nyomozó a Harford Megyei Kábítószerügyi Munkacsoportnál.                                   |
| Gordon Hawk              | Tray Chaney             | Maday Gábor         | A Harford megyei kábítószer-ellenes munkacsoport legújabb tagja.                                   |
| Stephanie Rawlings-Blake | Paige Carter            | Makay Andrea        | Baltimore polgármestere.                                                                           |

### Magyar változat
- Bemondó: Zahorán Adrienne

## Epizódok
| Sor. | Év. | Cím                    | Rendező               | Író                             | Premier                             |
| ---- | --- | ---------------------- | --------------------- | ------------------------------- | ----------------------------------- |
| 1.   | 1.  | 1. epizód (Part One)   | Reinaldo Marcus Green | George Pelecanos és David Simon | 2022. április 25. 2022. április 26. |
| 2.   | 2.  | 2. epizód (Part Two)   | Reinaldo Marcus Green | Ed Burns és William F. Zorzi    | 2022. május 2. 2022. május 3.       |
| 3.   | 3.  | 3. epizód (Part Three) | Reinaldo Marcus Green | D. Watkins                      | 2022. május 9. 2022. május 10.      |
| 4.   | 4.  | 4. epizód (Part Four)  | Reinaldo Marcus Green | William F. Zorzi és Ed Burns    | 2022. május 16. 2022. május 17.     |
| 5.   | 5.  | 5. epizód (Part Five)  | Reinaldo Marcus Green | George Pelecanos                | 2022. május 23. 2022. május 24.     |
| 6.   | 6.  | 6. epizód (Part Six)   | Reinaldo Marcus Green | David Simon                     | 2022. május 30. 2022. május 31.     |

## A sorozat készítése
2021 márciusában az HBO megrendelte a We Own This City című könyv alapján készülő hatrészes sorozatot, amelyet David Simon és George Pelecanos írnak.
2021 májusában megerősítették, hogy Reinaldo Marcus Green fogja rendezni a sorozatot. 2021 júliusában kezdték el a forgatást Baltimore-ban. 2021 szeptemberében egy hétre ideiglenesen leállították a gyártást egy "koronavírus esemény miatt".